# Jata (Natura 2000)
Jata (kod PLH060108) – specjalny obszar ochrony siedlisk sieci Natura 2000, zlokalizowany na terenie województwa lubelskiego. Obszar obejmuje powierzchnię 1188,34 ha. Obszar pokrywa się z Rezerwatem Przyrody Jata.
Teren wyznaczony został w celu długotrwałego zabezpieczenia naturalnych siedlisk życia oraz populacji zagrożonych wymarciem gatunków zwierząt (z wyłączeniem ptaków) takich jak: kumak nizinny Bombina bombina, traszka grzebieniasta Triturus cristatus (Triturus cristatus cristatus).

## Siedliska pod ochroną
- ciepłolubne, śródlądowe murawy napiaskowe (Koelerion glaucae)
- zmiennowilgotne łąki trzęślicowe (Molinion)
- niżowe i górskie świeże łąki użytkowane ekstensywnie (Arrhenatherion elatioris)
- górskie i nizinne torfowiska zasadowe o charakterze młak, turzycowisk i mechowisk
- grąd środkowoeuropejski i subkontynentalny (Galio-Carpinetum, Tilio-Carpinetum)
- łęgi wierzbowe, topolowe, olszowe i jesionowe (Salicetum albo-fragilis, Populetum albae, Alnenion glutinoso-incanae) i olsy źródliskowe
- wyżynny jodłowy bór mieszany (Abietetum polonicum)